# 乌尔扎尔区
乌尔扎尔區，是哈萨克斯坦东部的一个區，由阿拜州負責管轄，临近中哈边境。首府位于乌尔扎尔，人口为81,008（2013年估计）。